# Хосе Мари Бакеро
Хосе́ Мари́я Баке́ро Ескуде́ро (на испански: José María Bakero Escudero), по-популярен като Хосе Мари Бакеро или просто Бакеро е бивш испански футболист, играл като атакуващ полузащитник, и настоящ треньор по футбол.
С испанския национален отбор участва на две световни и едно европейско първенство.
В началото на 90-те години като състезател на Барселона е част от „Дрийм тийма“ на Йохан Кройф  с който печели четири поредни шампионски титли на Примера дивисион, две купи на Краля, четири суперкупи на Испания, една Шампионска лига, една Суперкупа на УЕФА и две купи на носителите на национални купи.
През 17-годишната си професионална кариера изиграва 483 срещи в испанската Ла Лига, в които отбелязва 139 гола и печели общо 18 титли. През 2000 г. започва треньорска кариера.

## Състезателна кариера

### Реал Сосиедад
Хосе Мари Бакеро започва да тренира футбол в Реал Сосиедад. На 6 септември 1980 г., когато е само на 17 години прави своя дебют за първия състав при загубата с 2:3 от Валенсия. Завършва дебютният си сезон с цели 27 мача и спечелена шампионска титла на Испания. През следващия сезон отново става шампион и печели суперкупата на Испания.
В продължение на осем години (между 1980 и 1988 г.) Бакеро е част от легендарния отбор на Реал Сосиедад който печели последователно две шампионски титли, една купа и една суперкупа на Испания, а съотборници са му Хесус Мари Самора, Чики Бегиристайн, Лопес Уфарте, Лопес Рекарте и един от най-добрите вратари на Испания за всички времена - Луис Арконада.
В последния си сезон с екипа на клуба Хосе Мари Бакеро отбелязва 17 гола в Примера дивисион и става трети голмайстор на Трофей Пичичи за сезон 1987-88 след Уго Санчес и Рубен Соса, а след него остават нападатели като Хулио Салинас и Гари Линекер.

### Барселона
През лятото на 1988 г. заедно със своите съотборници Чики Бегиристайн и Лопес Рекарте преминават във водения от тандема Йохан Кройф / Карлос Рексач отбор на Барселона за да се превърнат в част от т.нар. „Дрийм тийм“ на клуба. С отбора на Барселона постигна най-добрите успехи в своята кариера. Играе пет европейски финала, печели четири поредни шампионски титли на Примера дивисион, две купи на Краля, четири суперкупи на Испания, една Шампионска лига, една Суперкупа на УЕФА и две купи на носителите на национални купи.

### Национален отбор
Бакеро записва общо 30 мача за Испания в които отбелязва 7 гола.
Дебютът му за националния отбор е на 14 октомври 1987 г. в квалификационен мач за европейско първенство срещу състава на Австрия.  Месец по-късно в мач от същите квалификации отбелязва хеттрик за победата с 5:0 срещу Албания.
Впоследствие играе на самото Евро 88, представлява нацията и на две световни първенства по футбол, през 1990 и 1994 г.

## Треньорска кариера
След края на състезателната си дейност през 1997 г. Бакеро започва кариера като треньор, първоначално като асистент в треньорския щаб на Барселона. Бил е част от екипите на Лоренцо Сера Ферер и Луис ван Гаал.
Първият му опит като старши треньор е през сезон 2004-05, когато води „Б“ отбора на Малага и го спасява от изпадане в по-долни дивизии. През август 2005 г. става спортно-технически директор на Реал Сосиедад, а през следващата година е негов старши треньор. Поради слаби резултати е уволнен от поста си на 26 октомври 2006 г. 
През сезон 2007–08 е асистент на Роналд Куман във Валенсия.
През сезон 2009–10 поема закъсалия полски Полония Варшава, като го спасява от изпадане, но след края на сезона напуска поради конфликт с президента на клуба.
През ноември 2010 г. е назначен за треньор на шампиона Лех Познан. Отбора току-що е загубил третия квалификационен кръг на Шампионската лига и е уволнил треньора си. С Бакеро начело Лех преодолява плейофа и се класира за груповата фаза на Лига Европа. Завършва на второ място с 11 точки колкото имат и Манчестър Сити, но с по-лоша голова разлика и пред отбори като Ювентус и Ред Бул Залцбург. Отпада на 1/16 финалите от бъдещия финалист Спортинг Брага. Уволнен е на 25 февруари 2012 г. след загубата с 3:0 от Рух Хожов.
От началото на 2013 г. Бакеро поема перуанския Клуб Хуан Аурих.

## Успехи
Реал Сосиедад
- Примера дивисион (2): 1980–81, 1981–82
- Купа на краля (1): 1986–87
- Суперкопа де Еспаня (1): 1982

Барселона
- Купа на европейските шампиони 1991/92
- Суперкупа на УЕФА – 1992
- Купа на носителите на купи (2): 1988-89, 1996-97
- Примера дивисион (4): 1990-91, 1991-92, 1992-93, 1993-94
- Купа на краля (2): 1989–90, 1996–97
- Суперкопа де Еспаня (4): 1991, 1992, 1994, 1996

## Семейство
Хосе Мари Бакеро има още 10 братя. По-големите Иняки, Сантяго и Хосе Хавиер също са футболисти, както и по-малките от него Йон и Изиар. От тях само двама стигат до професионалния футбол. Със Сантяго Бакеро са съотборници в Сосиедад , а Йон Бакеро играе за Алмерия и „Б“ отбора на Барселона. По-късно е негов асистент в полските Полония Варшава и Лех Познан.